# Лычагина, Александра Сергеевна
Александра Сергеевна Рудоманова (Лычагина) (род. 13 ноября 1987, Астрахань) — российская тхэквондистка.

## Биография
Родилась 13 ноября 1987 года в Астрахани.

## Спортивная карьера
Лычагина член национальной сборной России, мастер спорта международного класса. Чемпионка Универсиады 2011 года в Шэньчжэне. Выступает в весе до 49 кг. Пятикратная чемпионка России, трехкратная чемпионка Кубка России, бронзовый призер Всемирных Игр Боевых Искусств в г. Санкт-Петербург 2013 год. Бронзовый призёр чемпионата Европы 2016 года в Швейцарии, серебряный призер Кубка Европы среди студентов, многократная чемпионка и призер международных рейтинговых турниров. Участница этапов серии Гран-При к Олимпийским играм 2016 года в Бразилии.